# Kitab al-Rawd al-Mitar
(Kitab) ar-rawd al-mitar fi-khàbar al-aqtar (àrab: (كتاب) الرَّوْضُ المِعْطَارُ فِي خَبَرِ الأَقْطَارِ, (Kitāb) ar-Rawḍ al-miʿṭār fī ẖabar al-aqṭār, ‘(Llibre) del jardí perfumat en la notícia de les contrades’), sovint conegut senzillament com Ar-rawd al-mitar, és un diccionari geogràfic en àrab escrit entre el segle xiii i el segle xv per Ibn Abd-al-Múnim al-Himyarí. És fonamental per a l'estudi de la història de l'Àndalus, ja que es fonamenta, en gran part, en les obres d'al-Bakrí i de Muhàmmad al-Idrissí.
Se'n conserven sis manuscrits, el més antic dels quals fou copiat el 971 de l'Hègira (1563-1564). Un d'aquests manuscrits afirma que l'obra originària fou completada l'any 866 de l'Hègira (1461). Tanmateix, es conserven cites de l'obra en textos d'Àhmad al-Qalqaixandí, que va morir el 821 de l'Hègira (1418), per la qual cosa es creu que degué existir una versió anterior de la qual no ens n'han arribat pas exemplars, potser realitzada per un avantpassat homònim d'al-Himyarí.
Ar-rawd al-mitar fou popular al Magrib fins al segle xix. El primer historiador occidental que n'estudià el manuscrit fou E. Lévi-Provençal, que en publicà extractes el 1938. N'hi ha una edició moderna en àrab, del text complet, de l'any 1975.